# Łahodynci
Łahodynci (ukr. Лагодинці, pol. Łahodyńce) – wieś na Ukrainie, w obwodzie chmielnickim, w rejonie krasiłowskim.
Miejscowość opisana w książce Zofii Kossak pt. Pożoga. Wspomnienie z Wołynia 1917-1919.